# Craig Pearce
Craig Pearce is een Australisch scenarioschrijver en acteur. Hij is vooral bekend van zijn samenwerking met regisseur Baz Luhrmann.

## Carrière
Craig Pearce acteerde gedurende de jaren 1980 in Australische tv-series en B-films als The Restless Years, Vietnam, Bellamy en The Seventh Floor.
Begin jaren 1990 werd Pearce door Baz Luhrmann, een vroegere studiegenoot van Narrabeen Sports High School, ingeschakeld om het script te schrijven van de filmkomedie Strictly Ballroom (1992). Het was het begin van een nieuwe carrière voor Pearce, die nadien nog meermaals met Luhrmann zou samenwerken. In 1998 won het duo een BAFTA Award voor het script van Romeo + Juliet (1996).

## Filmografie

### Als scenarist
- Strictly Ballroom (1992)
- Romeo + Juliet (1996)
- Moulin Rouge! (2001)
- Charlie St. Cloud (2010)
- The Great Gatsby (2013)
- Elvis (2022)

## Prijzen en nominaties
| Film                     | Categorie                | Uitslag      |
| BAFTA Awards             | BAFTA Awards             | BAFTA Awards |
| ------------------------ | ------------------------ | ------------ |
| Strictly Ballroom (1992) | Beste bewerkte scenario  | Genomineerd  |
| Romeo + Juliet (1996)    | Beste bewerkte scenario  | Gewonnen     |
| Moulin Rouge! (2001)     | Beste originele scenario | Genomineerd  |